# 大阪市立豊里小学校
大阪市立豊里小学校（おおさかしりつ とよさとしょうがっこう）は、大阪府大阪市東淀川区にある公立小学校。

## 沿革
明治時代初期の学制により、当時の西成郡天王寺庄村（町村制施行で西成郡豊里村）に1874年7月1日、西成郡第四区二番小学校（天王寺庄小学校）が開校した。天王寺庄小学校が現在の豊里小学校の起源となっている。
学校名はしばらく天王寺庄小学校を名乗っていたが、1918年に豊里尋常小学校に改称した。
1950年代後半以降、地域に市営住宅などが建設されるなど宅地化し、それに伴い児童数も増加傾向をたどった。ピーク時には2000人を越える大規模校となっていたが、1980年代に大阪市立豊里南小学校・大阪市立大道南小学校を分離している。

### 年表
- 1874年7月1日 - 西成郡第四区二番小学校として創立。
- 1884年4月1日 - 西成郡第五学区天王寺庄小学校に改称。
- 1893年5月15日 - 西成郡天王寺庄尋常小学校に改称。
- 1911年4月1日 - 高等科を併設、西成郡天王寺庄尋常高等小学校に改称。
- 1918年4月1日 - 高等科を廃止、西成郡豊里尋常小学校に改称。
- 1925年4月1日 - 豊里村が大阪市に編入したことに伴い、大阪市豊里尋常小学校に改称。
- 1933年2月22日 - 学校火災により校舎焼失。
- 1934年9月21日 - 室戸台風に伴う強風により校舎が倒壊[1]。
- 1941年4月1日 - 国民学校令により、大阪市豊里国民学校に改称。
- 1945年5月1日 - 大阪府豊能郡吉川村（現・豊能町）へ集団疎開。
- 1945年6月7日 - 空襲により校舎全焼。
- 1947年4月1日 - 学制改革により、大阪市立豊里小学校に改称。
- 1957年7月28日 - 現在地に移転。
- 1964年10月18日 - 校旗制定。
- 1965年2月20日 - 校歌制定。
- 1968年4月1日 - 大阪府より、「花と緑の推進校」に指定される。
- 1973年4月1日 - 校区の一部を、新設の大阪市立豊新小学校校区へ分離。
- 1984年9月3日 - 分校を設置。3年・5年の児童を収容する学年分校とする。
- 1985年4月1日 - 分校が大阪市立豊里南小学校として分離開校。
- 1987年4月1日 - 大阪市立大道南小学校を分離。
- 1988年10月20日 - 「花いっぱいコンクール」で優良賞を受賞。

## 通学区域
- 大阪市東淀川区 豊里1・6・7丁目の全域。
- 大阪市東淀川区 豊里2丁目（一部を除く）。
- 大阪市東淀川区 豊里4・5丁目のそれぞれ一部。

卒業生は大阪市立東淀中学校に進学する。

## 出身者
- 相川七瀬 - 歌手
- 中村智子 - 朝日放送アナウンサー
- 西尾正也 - 第15代大阪市長
- 西川大輔 - 体操競技選手
- 濱家隆一 - お笑いタレント（かまいたち）

## 交通
- 地下鉄今里筋線 だいどう豊里駅 西へ約100m。
- 大阪シティバス・京阪バス 豊里小学校前バス停 西へ約100m